# St. Patrick's Athletic FC
El St. Patrick's Athletic Football Club és un club de futbol irlandès de la ciutat de Dublín.

## Història
El St. Patrick's Athletic FC va ser fundat el 1929. La primera temporada va jugar a Phoenix Park, però el 1930 es va moure a Richmond Park. L'any 1951 debutà a la lliga irlandesa i en la seva primera temporada es proclamà campió, seguit de dos nous campionats els anys 1954/1955 i 1955/1956. La primera copa la guanyà el 1959, triomf que repetí el 1961.

## Palmarès
- Lliga irlandesa de futbol: 7

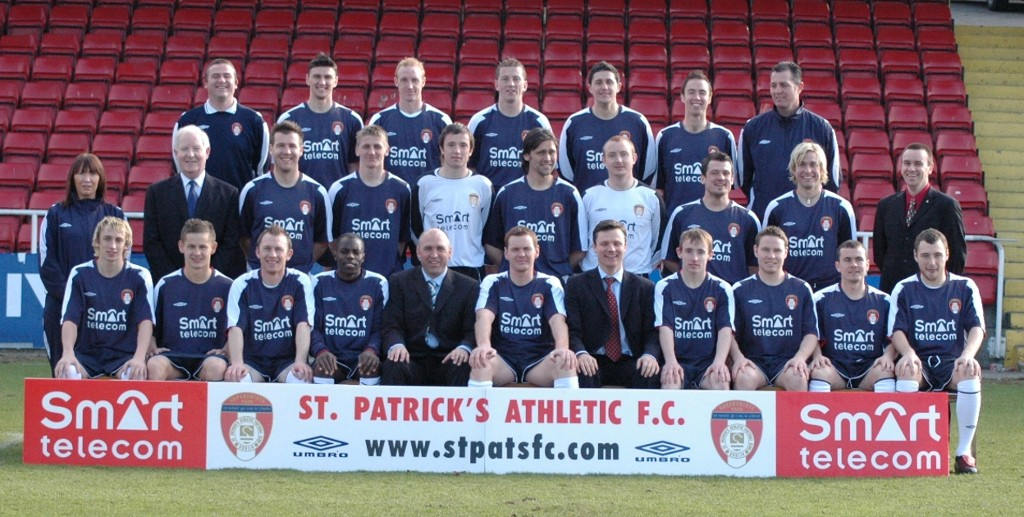
Plantilla del St. Patrick's Athletic F.C. en 2006.

  - 1951-52, 1954-55, 1955-56, 1989-90, 1995-96, 1997-98, 1998-99
- Copa irlandesa de futbol: 5
  - 1959, 1961, 2014, 2021, 2023
- Copa de la Lliga irlandesa de futbol: 2
  - 2000-01, 2003
- Supercopa irlandesa de futbol: 1
  - 1999
- FAI Intermediate Cup: 3
  - 1947/48, 1948/49, 1952/53
- League of Ireland Shield: 1
  - 1959/60
- Dublín City Cup: 3
  - 1953/54, 1955/56, 1975/76
- Leinster Senior Cup: 6
  - 1948, 1983, 1987, 1990, 1991, 2000
- LFA Presidents Cup: 6
  - 1952/53, 1953/54, 1955/56, 1971/72, 1990/91, 1996/97

Notes
- ^  Guanyat per l'equip reserva.
- ^  Guanyat sense ser un equip de la lliga.
- ^  Darrer guanyador de la història.

## Jugadors destacats
| 1950s - Shay Gibbons - Fergus Crawford - Ronnie Whelan - Harry Boland - Ginger O'Rourke - Willie Peyton - Joe Haverty - Dinny Lowry - Tommy Dunne - Tommy "Longo" White | 1960s - Dougie Boucher - Jackie Hennessy - Mick O'Flynn 1970s - Noel Campbell - John Minnock - Jackie Jameson - Alfie Hale | 1980s - Synan Braddish - Dave Henderson - Curtis Fleming - Paul McGrath - Paddy Dillon - Mick Moody - Damien Byrne - Mark Ennis - Eamon O'Keefe | 1990s - Eddie Gormley - Ricky O'Flaherty - Martin Russell - Ian Gilzean - Paul Osam - John McDonnell 2000s - Charles Livingstone Mbabazi - Trevor Molloy - Kevin Doyle |